# 홍길동전

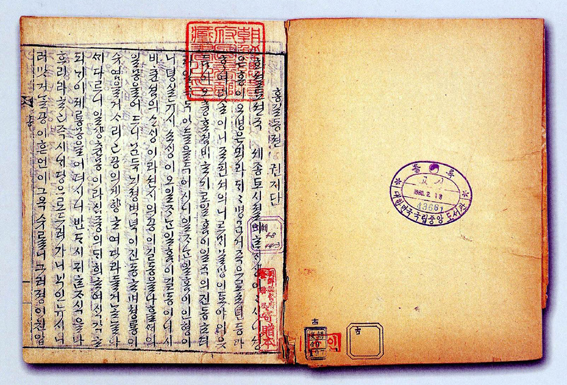
국립중앙도서관이 소장하고 있는 홍길동전 첫 쪽

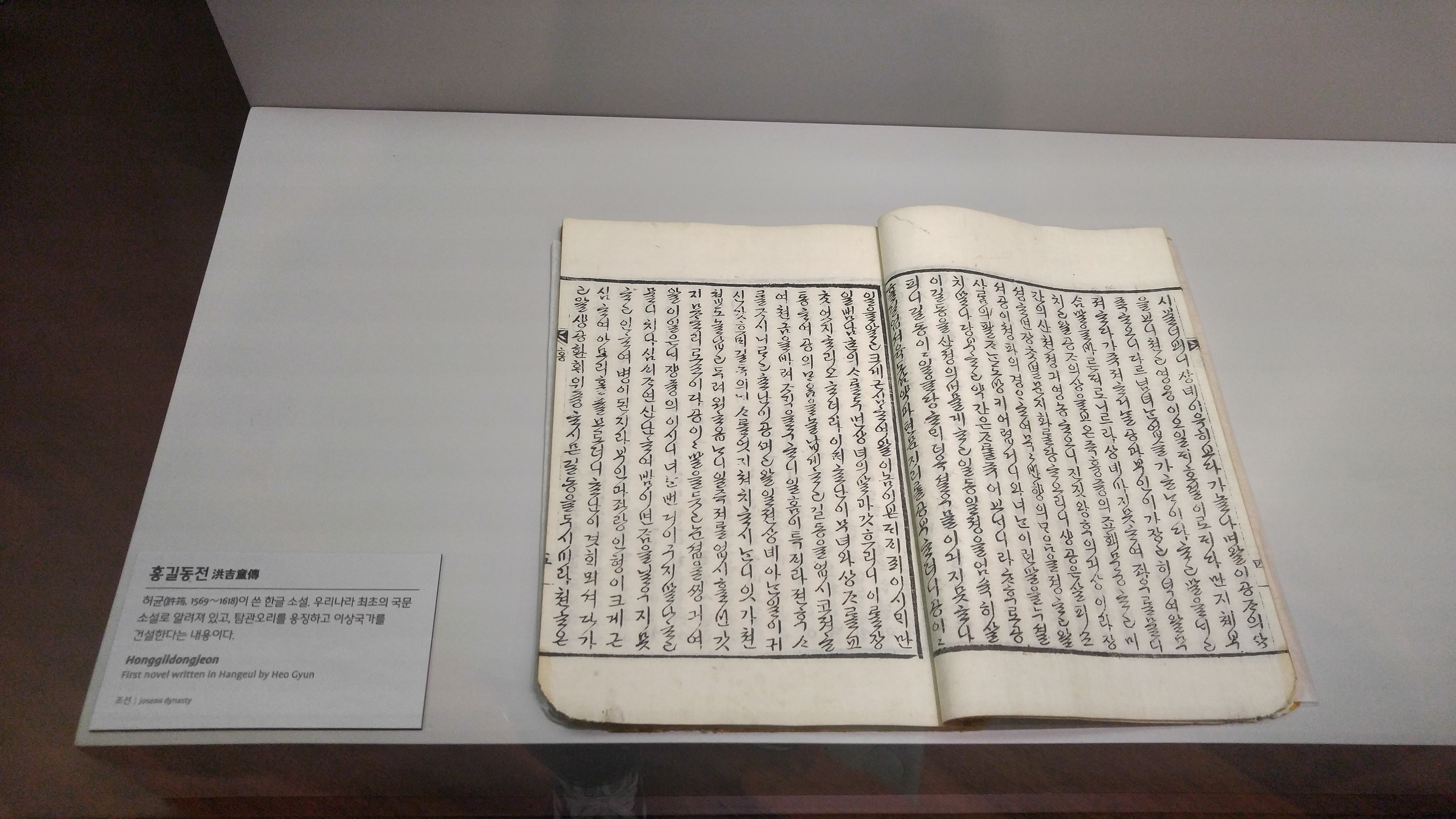
국립한글박물관에 전시된 홍길동전

《홍길동전》(洪吉童傳)은 19세기에 널리 읽힌 한글 고전소설이다. 오랫동안 허균이 지은 소설로 알려졌으며 다수설이나, 이에 대해서는 찬반 논쟁이 있다. 다만 허균이 지었다는 홍길동전과 현재의 홍길동전이 같다는 사실은 명백하다.
의적 홍길동을 소재로 한 내용으로 실존 인물인 홍길동(洪吉同)은 연산군 때 사람이나, 홍길동전의 배경은 세종 때로 설정되었다.

## 내용
조선 세종 때 좌의정 홍상직(洪尙直)의 얼자로 태어난 홍길동(洪吉童)은 무예와 예의를 익혔으나 얼자로 태어나 자신의 뜻을 다 펴지 못함을 한탄한다. 홍길동은 홍상직과 시비(侍婢) 사이에 출생한 서얼이다. 한편, 홍 대감의 또 다른 첩이 보낸 자객에게 살해당할 위기를 모면한 길동은 집을 떠나 도적의 소굴로 가 재주를 보이고 우두머리가 된다. 무리의 이름을 활빈당이라 자칭하고 탐관오리와 패악하고 타락한 승려를 징치하여 전국에 이름이 알려지자 조정은 홍길동을 잡기 위해 군사를 동원한다.
나라에서는 홍길동의 신기한 재주로 인해 도저히 잡을 수 없자, 아버지인 홍 대감을 회유하여 길동을 병조판서에 제수하려 하니 불러들이라 한다. 이에 임금 앞에 나타난 길동은 병조판서 제수를 사양하고 무리를 이끌고 나라를 떠날 것을 알리고 공중으로 몸을 띄워 홀연히 사라진다. 이후 길동은 어머니와 수하들을 이끌고 율도국으로 건너가 나라를 세운다.

## 평가
《홍길동전》의 줄거리는 작가가 민중의 기호에 맞게 전략적으로 기획한 것이라고 평가하는 입장이 한편을 이룬다. 주인공을 서자로 설정했고 새로운 국가를 세운다는 혁신적인 사상이 높게 평가받고있다. 일각에서는 자신에게 가해진 적서 차별로 타자화된 홍길동이 율도국을 점령하여 그곳의 존재와 제도를 타자화하는 것은 식민주의적이라고 지적하였다.
허균을 인정하는 쪽에서는 허균의 저서 《성소부부고》(惺所覆瓿藁)의 〈호민론〉(豪民論)에서 조선 시대의 문제점을 고찰하면서 국왕은 오로지 백성을 두려워해야 한다고 기술하였다. 허균은 세상을 바꾸려는 백성을 뜻하는 호민(豪民)의 대표적 상징으로 홍길동을 설정하고 《홍길동전》을 저술하였다고 본다.
판본으로는 필사본, 세책본, 방각본 등이 다양하여 무엇이 가장 원형에 가까운지 판단이 힘들다. 이윤석이 복원한 2018년 판본이 가장 원본에 가깝다는 평가를 받고있다.
《홍길동전》의 홍길동은 소년 의적인 것과는 달리 실존인물 홍길동은 노인에 외척 신분의 도적이었으며 《홍길동전》의 홍길동이 도술을 이용해 도적질을 한 것과는 달리 실존인물 홍길동은 형인 홍일동의 관복을 입고 도적질을 했다. 실존인물 홍길동의 형인 홍일동은 실제로 당상관이었으며 그 딸인 숙의 홍씨가 조선 성종의 후궁이었다. 고로 실존인물 홍길동은 숙의 홍씨의 숙부님이 된다.

## 논쟁

### 저자 문제
홍길동전의 저자를 허균이라고 기술한 최초의 문헌은 이식의 《택당집》(澤堂集)으로, 여기에는 ‘筠又作洪吉童傳以擬水滸’라는 기술이 있다. 경성제국대학 교수였던 한국학자 다카하시 도루가 《일본문학 강좌》 제12권 〈조선문학 연구 – 조선의 소설〉(1927, 신초샤)에서 택당집의 기록을 인용하며 홍길동전을 허균이 지었다고 한 것이 근대의 최초의 언급이다. 다카하시는 조선의 한문 문헌에 능통하던 인물로, 그는 허균은 양반이었으므로 허균이 썼을 최초의 홍길동전은 한문소설이었다고 주장하였고, 이식도 그 판본을 보고 《택당집》에 기록하였던 것 같다고 생각하였다. 이윽고 다카하시의 제자였던 김태준이 스승의 견해를 좇아 〈조선소설사〉(1930)에 홍길동전의 저자를 허균이라고 기록한 이래, 많은 학자들이 이 견해를 정설로 수용하고 있다.
학계의 주류 입장과는 별개로, 국문학자 이능우(李能雨, 1920~2006)와 김진세(金鎭世, 1930~)는 허균의 사상과 홍길동전의 사상이 다르고, 허균이 문초를 받을 때 홍길동전에 대한 언급이 없었다는 것 등을 근거로 들면서, 현전하는 홍길동전은 허균이 짓지 않았다는 견해를 전개하였다.
한편 이윤석 등은 《택당집》에 언급된 ‘홍길동전’과 현전하는 ‘홍길동전’의 상관관계는 알 수 없다는 입장을 보이고 있다. 1) 먼저 한글소설의 형식이 등장한 것은 19세기의 일로 허균이 살던 17세기와는 200년의 시차가 있다. 홍길동전처럼 임금과 아버지, 형을 존경하는 윤리를 철저히 어기는 작품이 출현하고, 그러한 작품이 국가의 제재 없이 버젓이 유행할 수 있었다면, 홍길동전은 사회가 혼란스러워지고 나라가 백성을 통제할 수 없게 된 19세기에 등장하였다고 보는 것이 자연스럽다. 2) 홍길동전에는 장길산에 대한 언급이 나오는데 장길산은 1690년대 이후에 알려지는 인물로 허균 사후 70년 이상의 시차가 있다. 또 선혜청에 대한 언급이 나오는데 이 또한 1608년 이후에 생겼고 대동법 시행 이후에 전국에 알려졌으니 1618년에 사형당한 허균과는 시간이 맞지 않는다. 3) 홍길동전에 대한 언급은 《택당집》외에 나오질 않는다. 기록을 확인해보면 《상서기문》(1794)에 기록된 1790년대 무렵에 조선에서 유행한 소설의 목록에 홍길동전과 유사한 《소대성전》이 있고 홍길동전은 없다. 《택당집》 이후 심재의 《송천필담》(松泉筆譚)이나 홍한주(洪翰周, 1798~1868)의 《지수점필》(智水拈筆) 등에서도 홍길동전의 저자를 허균이라고 하나 이들은 《택당집》을 단순히 인용한 기록이다. 19세기 중반까지 발행된 그 밖의 문헌에서 홍길동전의 저자를 언급하는 문헌은 발견된 것이 없고 이식이 말한 ‘홍길동전’과 ‘홍길동전’이라는 제목을 단 현전하는 이본들이 같은 것인지 근거가 없다. 또한 2019년에 홍길동을 주인공으로 하는 황일호(黃一皓, 1588~1641)의 《노혁전》이 발굴되면서, 홍길동 이야기를 허균만이 소설로 쓴 것은 아님이 밝혀졌다. 허균 지지측에서는 허균 사후에 첨삭된 것일 뿐 허균이 지은 소설을 바탕으로 했다는 것을 부정할 수는 없다고 본다.

### ‘최초의 한글소설’ 문제
종래에 홍길동전은 최초의 한글 소설로 알려졌었으나, 1997년에 채수(蔡壽)가 1511년경에 지은 《설공찬전》의 국문본이 발견됨으로써 《홍길동전》이 최초의 한글 소설이 맞는지 논란이 있었다. 하지만 한글 소설이라는 개념도 각 학자마다 다르게 정의하기 때문에 순 한글로 쓰는 것을 한글 소설로 봐야 할지 아니면 한문에서 한글로 번역된 것을 봐야 할지 논란이 있다. 설공찬전은 《중종실록》의 기록에 따르면 한문에서 한글로 번역되었기에 최초의 한글 소설이 아니다. 하지만 홍길동전은 저자로 여겨지는 허균이 지었다는 원본은 전해지지 않고, 그가 사망한 이후 약 100년 후 택당 이식의 《택당집》에 저자에 관한 최초의 기록이 실리기 때문에 원본 논란이 있다. 이에 대한 자세한 근거가 없는 이상 여전히 최초의 한글 소설로 봐야 타당할 것이다.

### 율도국 실존 문제
율도국은 《홍길동전》의 후반부에서 홍길동이 점령한 국가의 이름이다. 어떤 사람들은 율도국을 실존한 나라로 보며, 유구국이 바로 율도국이라고 주장한다. 일각에서는 전라북도 부안군 위도면의 위도가 율도국의 모델이 되었다고 추측한다. 혹은 홍길동이 일본의 섬의 왕이 되어 일본인이 되었다는 주장을 하는 사람들도 있다.

## 대중문화
《홍길동전》을 각색해서 만든 작품은 다음과 같다.
- 《홍길동전》(1934년 영화, 김소봉 감독)
- 《풍운아 홍길동》(1966~9년 만화, 신동우)
- 《홍길동》(1967년 만화 영화, 신동헌)
- 《홍길동》 (만화, 고우영)
- 《홍길동전》(1993년 컴퓨터 게임)
- 《홍길동》(1998년 드라마)
- 《쾌도 홍길동》(2008년 드라마)
- 《역적 : 백성을 훔친 도적》(2017년 드라마)

## 같이 보기
- 설공찬전(한글소설 관련)
- 슈퍼히어로
- 임꺽정
- 헤라클레스(허큘리스)
- 오야케아카하치 (홍가와라)
- 구운몽
- 봉신연의
- 홍길동 (조선) (홍길동전의 모티브가 된 실존 인물)

## 참고 문헌
- 이윤석 (1997). 《홍길동전 연구: 서지와 해석》. 대구: 계명대학교출판부. ISBN 897585115X.
- 이윤석 (2018). 《『홍길동전』의 작자는 허균이 아니다》. 서울: 한뼘책방. ISBN 9791196270247.
- 한국고소설학회 (2019). 《한국 고소설 강의》. 경기: 돌베개. ISBN 9788971999219.